# Coracis Fossae
Zahlreiche Nord-Süd-orientierte tektonische Gräben, die als Coracis Fossae bezeichnet werden, durchschneiden den Ostteil des alten Thaumasia Grundgebirges. Diese Verwerfungen wurden vor mehr als 3,5 Milliarden Jahren durch das Zusammenspiel von Spannungsfeldern der nahen Vulkanprovinz Tharsis und des Canyonsystems Valles Marineris erzeugt.